# Collegio uninominale Toscana - 03 (Camera dei deputati 2017)
Il collegio elettorale uninominale Toscana - 03 è stato un collegio elettorale uninominale della Repubblica Italiana per l'elezione della Camera tra il 2017 ed il 2022.

## Territorio
Come previsto dalla legge elettorale italiana del 2017, il collegio era stato definito tramite decreto legislativo all'interno della circoscrizione Toscana.
Era formato dal territorio di 21 comuni: Barberino di Mugello, Borgo San Lorenzo, Calenzano, Campi Bisenzio, Castelfranco Piandiscò, Dicomano, Fiesole, Firenzuola, Londa, Loro Ciuffenna, Marradi, Palazzuolo sul Senio, Pelago, Pontassieve, Reggello, Rufina, San Godenzo, Scarperia e San Piero, Sesto Fiorentino, Vaglia, Vicchio.
Il collegio era quindi compreso tra la città metropolitana di Firenze e la provincia di Arezzo.
Il collegio era parte del collegio plurinominale Toscana - 03.

## Eletti
In corsivo sono indicati cambiamenti intercorsi non in corrispondenza di elezioni.
| Elezione | Elezione | Deputato          | Partito             |
| -------- | -------- | ----------------- | ------------------- |
|          | 2018     | Roberto Giachetti | Partito Democratico |
|          | 2019     | Roberto Giachetti | Italia Viva         |

## Dati elettorali

### XVIII legislatura
Come previsto dalla legge elettorale, 232 deputati erano eletti con sistema a maggioranza relativa in altrettanti collegi uninominali a turno unico.
| Candidati              | Candidati                   | Voti    | %     | Liste                           | Voti    | %     |
| ---------------------- | --------------------------- | ------- | ----- | ------------------------------- | ------- | ----- |
|                        | Roberto Giachetti ✔️ Eletto | 62 427  | 39,69 | Partito Democratico             | 56 098  | 35,67 |
| +Europa                | Roberto Giachetti ✔️ Eletto | 62 427  | 39,69 | 4 634                           | 2,95    |       |
| Italia Europa Insieme  | Roberto Giachetti ✔️ Eletto | 62 427  | 39,69 | 1 105                           | 0,70    |       |
| Civica Popolare        | Roberto Giachetti ✔️ Eletto | 62 427  | 39,69 | 590                             | 0,38    |       |
|                        | Manola Aiazzi               | 39 529  | 25,13 | Lega                            | 21 607  | 13,74 |
| Forza Italia           | Manola Aiazzi               | 39 529  | 25,13 | 11 780                          | 7,49    |       |
| Fratelli d'Italia      | Manola Aiazzi               | 39 529  | 25,13 | 5 460                           | 3,47    |       |
| Noi con l'Italia - UDC | Manola Aiazzi               | 39 529  | 25,13 | 682                             | 0,43    |       |
|                        | Girolamo Coffari            | 37 303  | 23,72 | Movimento 5 Stelle              | 37 303  | 23,72 |
|                        | Serena Pillozzi             | 10 171  | 6,47  | Liberi e Uguali                 | 10 171  | 6,47  |
|                        | Andrea Becattini            | 3 844   | 2,44  | Potere al Popolo!               | 3 844   | 2,44  |
|                        | Sabrina Cristallo           | 1 772   | 1,13  | Partito Comunista               | 1 772   | 1,13  |
|                        | Chiara Romano               | 1 176   | 0,75  | CasaPound                       | 1 176   | 0,75  |
|                        | Luciano Collotto            | 713     | 0,45  | Il Popolo della Famiglia        | 713     | 0,45  |
|                        | Francesco Vacca             | 340     | 0,22  | Per una Sinistra Rivoluzionaria | 340     | 0,22  |
| Totale                 | Totale                      | 157 275 | 100   |                                 | 157 275 | 100   |
|                        |                             |         |       |                                 |         |       |
| Voti non validi        | Voti non validi             | 4 901   | 3,02  |                                 |         |       |
| Votanti                | Votanti                     | 162 176 | 80,23 |                                 |         |       |
| Elettori               | Elettori                    | 202 149 |       |                                 |         |       |